# Teorie formali degli insiemi
Le teorie formali degli insiemi sono teorie del primo ordine con lo scopo di rappresentare le relazioni insiemistiche e fornire una base per il ragionamento matematico in generale.
Le principali teorie formali degli insiemi sono:
- la teoria degli insiemi di Zermelo - Fraenkel (ZF) che deve il suo nome a Ernst Zermelo, che nel 1905 formulò un primo elenco di assiomi per la teoria degli insiemi, e ad Abraham Fraenkel che lo modificò nel 1920.
- ZFC ottenuta aggiungendo a ZF l'assioma della scelta
- Teoria degli insiemi di Von Neumann-Bernays-Gödel (NBG) dovuta a John von Neumann, Paul Bernays, Kurt Gödel.